# Menschenrechtspreis des Landes Steiermark
Der Menschenrechtspreis des Landes Steiermark ist ein von der Steiermärkischen Landesregierung verliehener Preis, der seit 2001 nach Beschlussfassung der Landesregierung vergeben wird. Die Verleihung der mit 7.500,- Euro dotierten Auszeichnung erfolgt in der Regel durch den Landeshauptmann, der auch den Antrag einbringt. Mit der Ehrung werden Aktivitäten zur Durchsetzung, Entwicklung und Förderung der Menschenrechte sowie Leistungen auf diesem Gebiet im In- und Ausland gewürdigt. Der Preis wird von einer fünfzehnköpfigen Jury, der Persönlichkeiten des öffentlichen Lebens, der Politik, der Gerichtshöfe, der Universität sowie von Amnesty International und der Caritas angehören vergeben.
Organisatorisch ist der Ehrenpreis direkt der Zuständigkeit der Landesamtsdirektion unterstellt.

## Preisträger
2024
- Doris Reiter, vormals Peitler, Direktorin von WIST Steiermark und Obmann-Stellvertreterin des Vereins „Soziale Projekte Steiermark“
- Afro-Asiatisches Institut Graz

2022:
- Initiative Steiermark hilft
- Dorothea Blancke
- Verein RosaLila PantherInnen

2020 Verleihung am 24. Juni 2021
-  Straßenzeitung Megaphon
- „Heroes - Gegen Unterdrückung im Namen der Ehre“ (Projekt für Gleichberechtigung)

2018 Verleihung am 28. Februar 2018
- Gerd Kronheim, Gründungsmitglied und Geschäftsführer des Vereins Bicycle

2016 Verleihung am 7. März 2017
- Daniela Grabe, Verein für Gedenkkultur in Graz, für das Projekt „Stolpersteine“ (5.000,-)
- eine weitere Preisträgerin  (2.500,-)

2014 Verleihung am 6. März 2015
- Kurt Senekovic, Verein Achterbahn
- Schwester Brigitta Raith, Regionalleiterin der Missionarinnen Christi im  Kongo
- Birgit Benke, „Schattenkinder – Kinder auf der Flucht ins Licht?“

- Info über die Bewerbung und die zweijährige Vergabe

2012 Verleihung am 20. März 2013
- Renate Schmidt, Gründerin des Vereines Wendepunkt/Leoben (2006)

2010 (Verleihung wurde von ursprünglich 21. März 2011 auf Spätherbst verschoben)
- Architekt Wilfried Stummer vom Österreichischen Bauorden
- Steirische Plattform Bleiberecht
- Verein EVG für das Projekt „Miriam – Nicaragua“

2009
- Europäische Trainings- und Forschungszentrum für Menschenrechte und Demokratie (ETC)
- Megaphon-Uni (Projekt der Straßenzeitung Megaphon)
- Manfred Oswald, Oberst des  Österreichischen Bundesheeres i. R.

2008
- Verein ERfA – Erfahrungen für Alle
- VinziDorf
- Veronika Dreier

2007 Verleihung am 14. Dezember 2007
- Hospizverein Steiermark, vertreten durch Karl Harnoncourt als Obmann
- Verein für Opfer von organisierter Gewalt u. Menschenrechtsverletzungen – OMEGA Gesundheitsstelle, vertreten durch Anne-Marie Miörner Wagner als Obfrau

2006 Verleihung am 8. Februar 2007
- DGKS Christine Anderwald, Leiterin der Marienambulanz in Graz
- Flüchtlingshilfeverein Zebra, vertreten durch Ingrid Egger

2005 Verleihung am 6. Februar 2006
- Max Aufischer
- Linde Ressi
- Schwester Elisabeth Schwarzl

2004 Verleihung am 7. Februar 2005
- Marianne Graf
- Renate Kicker

2003 Verleihung am 17. März 2004
- Harald Krenn
- Sonja Perkic-Krempl
- Harald Schmied

2002
keine Preisverleihung
2001
- Maria Cäsar
- Franz Leitner
- Angelika Vauti
- Kaplan Günther Zgubic